# Panurgus ovatulus
Panurgus ovatulus är en biart som beskrevs av Warncke 1972. Panurgus ovatulus ingår i släktet fibblebin, och familjen grävbin. Inga underarter finns listade i Catalogue of Life.